# 拉斯佩齊亞省
拉斯佩齊亞省（義大利語：Provincia della Spezia）是意大利利古里亞大区的一個省。面積881平方公里，2001年人口215,935人。首府拉斯佩齊亞。
下分32市鎮。